# Франсуа Стершель
Франсуа Стершель (фр. François Sterchele, 14 березня 1982, Льєж — 8 травня 2008, Беверен) — бельгійський футболіст, що грав на позиції нападника. Виступав за національну збірну Бельгії.

## Клубна кар'єра
У дорослому футболі дебютував 2003 року виступами за команду клубу «Уньйон Ла Каламін», в якій провів один сезон, взявши участь у 29 матчах чемпіонату.
Згодом з 2004 по 2006 рік грав у складі команд клубів «Ауд-Геверле» та «Шарлеруа».
Своєю грою за останню команду привернув увагу представників тренерського штабу клубу «Жерміналь-Беєрсхот», до складу якого приєднався 2006 року. Відіграв за команду з Антверпена наступний сезон своєї ігрової кар'єри. Більшість часу, проведеного у складі «Жерміналь-Беєрсхота», був основним гравцем атакувальної ланки команди. У складі «Жерміналь-Беєрсхота» був одним з головних бомбардирів команди.
2007 року перейшов до клубу «Брюгге», за який відіграв 1 сезон. Граючи у складі «Брюгге» також здебільшого виходив на поле в основному складі команди. В новому клубі був серед найкращих голеодорів, відзначаючись забитим голом в середньому щонайменше у кожній третій грі чемпіонату. Захищав кольори «Брюгге» до своєї загибелі у травні 2008 року.

## Виступи за збірну
2007 року дебютував в офіційних матчах у складі національної збірної Бельгії. Протягом кар'єри у національній команді, яка тривала усього 2 роки, провів у формі головної команди країни 6 матчів.

## Смерть і вшанування пам'яті
Помер близько третьої ранку 8 травня 2008 року внаслідок травм, отриманих в автомобільній аварії, перебуваючи за кермом власного Porsche Cayman, який за нез'ясованих обставин вилетів з траси на відрізку Антверпен—Кнокке і врізався у дерево.
Останній клуб Франсуа, «Брюгге», вирішив вивести з обігу його ігровий №23, який довічно закріплений за загиблим нападником.

## Титули і досягнення
- Найкращий бомбардир Чемпіонату Бельгії (1):

«Жерміналь (Беєрсхот)»: 2006-07